# Kanton Savines-le-Lac
Savines-le-Lac is een voormalig kanton van het Franse departement Hautes-Alpes. Het kanton maakte deel uit van het arrondissement Gap. Het werd opgeheven bij decreet van 20 februari 2014 met uitwerking in maart 2015.

## Gemeenten
Het kanton Savines-le-Lac omvatte de volgende gemeenten:
- Puy-Saint-Eusèbe
- Puy-Sanières
- Réallon
- Saint-Apollinaire
- Le Sauze-du-Lac
- Savines-le-Lac (hoofdplaats)